# Véronique Oruba
Véronique Oruba est une militante syndicaliste belge et la secrétaire nationale du Mouvement ouvrier chrétien, célèbre pour son discours devant le pape du 21 mai 1985 alors qu'elle était présidente de l'AGL.

## Biographie
Véronique Oruba est belge d’origine polonaise,.

### Discours devant le pape

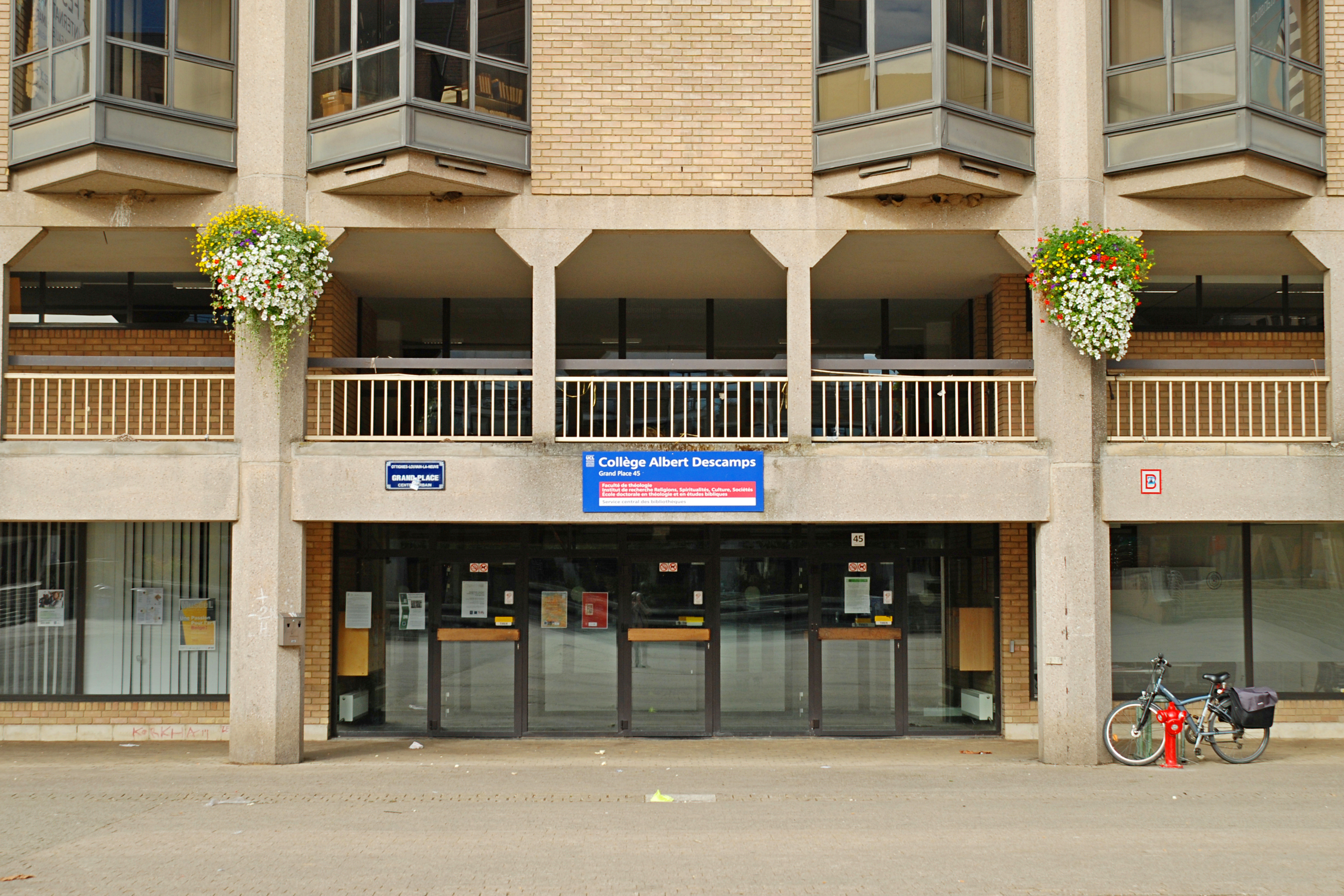
Le balcon devant lequel était dressée la tribune d'où le pape et Véronique Oruba ont prononcé leur discours en 1985.

Elle fut présidente de l'Assemblée générale des étudiant·e·s de Louvain lors de la venue du pape  Jean-Paul II le 21 mai 1985 à Louvain-la-Neuve,,.
Sur la Grand-Place, le pape apparaît sur une tribune blanche adossée au Collège Albert Descamps, qui abrite la Faculté de théologie, et il est accueilli par le recteur de l'UCL Mgr Édouard Massaux en présence de 30 000 personnes. Véronique Oruba s’adresse alors au Souverain Pontife en s’écartant du texte initialement prévu pour interpeller le pape sur la nouvelle pauvreté, les dangers du néolibéralisme, la campagne "Touche pas à mon pote", la contraception et la théologie de la libération, ce qui lui vaut d'être « particulièrement chahutée par un important groupe d'étudiants proche de l'Opus Dei »,.
Selon Yves Vander Cruysen, « Contre toute attente, le pape salua son courage, l'embrassant affectueusement, lui soufflant même à l'oreille que son discours avait été très bon ». Mais dans son discours, Jean-Paul II ne lui répond pas : il s'en tient à son texte, qui traite du passé vénérable de l’Université catholique de Louvain et du sens d’une université catholique dans le monde contemporain.
Elle fut exclue de l'Université catholique de Louvain par le recteur Édouard Massaux pour ce discours mais le recteur Pierre Macq, premier recteur laïc nommé en 1986, lui a permis de terminer ses études,.

### Secrétaire nationale du MOC
Elle est actuellement secrétaire nationale du mouvement ouvrier chrétien. Elle est également membre du MRAX et administratrice déléguée au Coordination nationale d'action pour la paix et la démocratie (CNAPD).

### Affaire Francken
Elle a refait parler d'elle pour avoir interpellé le secrétaire d'état Theo Francken, membre de la NVA, en lui demandant « Comment osez-vous venir ici?! Vous êtes dans une commune qui n’est pas raciste et qui ne supporte pas votre politique de l’asile et de migration. » alors que celui-ci faisait la campagne de son parti pour les élections communales de 2018 sur un marché de Berchem-Sainte-Agathe,,.

## Famille
Elle est mariée à Vincent Lurquin et est la mère de trois enfants : Marie, Juliette et Baptiste.